# Xenopsylla cryptonella
Xenopsylla cryptonella är en loppart som beskrevs av De Meillon et Hardy 1954. Xenopsylla cryptonella ingår i släktet Xenopsylla och familjen husloppor. Inga underarter finns listade i Catalogue of Life.